# Alba Reche
Alba Martínez Reche (Elche, província de Alicante, 17 de dezembro de 1997), é uma cantora e compositora espanhola que ficou conhecida ao participar da décima edição do reality show Operación Triunfo (2018), da TVE. Alba encerrou a competição em segundo lugar. 
Na 21º edição do Prêmio Grammy Latino, o álbum de estreia de Alba intitulado "Quimera", foi indicado na categoria de "Mejor Ingeniería de Grabación para un Álbum".

## Biografia
Alba Martínez Reche, nascida na cidade de Elche, município da província de Alicante, Espanha, no dia 17 de dezembro de 1997, é filha de Rafaela (Rafi) Reche García e Miguel Angel Martínez. Alba tem uma irmã mais nova, Marina Reche (27 de fevereiro de 2000), que é influencer em suas redes sociais.
Alba estudava Belas Artes na Universidade Politécnica de Valência, embora tenha sido interrompido por sua entrada na academia do OT. Como complemento à sua carreira de artista, também recebeu aulas em uma academia de dança.

## Carreira
Em 2018, Reche compareceu, graças à sua irmã Marina, aos castings da décima edição da Operación Triunfo 2018, sendo escolhida uma das 16 concorrentes. Em sua passagem pelo programa, Alba cantou as canções: Dangerous Woman da Ariana Grande, Respect da Aretha Franklin, Alma Mía da Natalia Lafourcade, Just Give me a Reason da Pink, Toxic da Britney Spears, Fast Car do Jonas Blue, La Llorona de Chavela Vargas, que foi uma de suas melhores performances, sendo assim a performance mais visitada da edição, Contamíname da Ana Belén e Victor Manuel, Je Veux de Zaz, Allí donde solíamos gritar de Love of Lesbian, Lost on you de LP, Crazy in Love da Beyoncé, She Used to be mine da Sara Bareilles, Creep do Radiohead, e, finalmente, Este amor ya no se toca por Yuri.
Seu single de estreia "Medusa" foi lançado em 3 de Outubro de 2019 obtendo mais de 6 milhões de reproduções em suas plataformas digitais. No dia 17 de Outubro de 2019, Alba Reche lançou seu segundo single intitulado "Caronte", e em 25 de outubro de 2019, foi lançado seu primeiro álbum solo "Quimera", contendo onze faixas musicais. "Quimera" foi seu terceiro single estreado em 2 de Abril de 2020. O álbum "Quimera" quando lançado obteve seu 1° lugar nos charts em mais de 10 países e permanece com mais de 30 milhões de reproduções em todas suas plataformas.
Em 17 de fevereiro de 2021, Alba anunciou em suas redes sociais seu novo single "Pido Tregua", seria lançado no dia 19 de fevereiro em todas as plataformas digitais. Através de suas redes sociais, a artista anunciou que no dia 10 de março de 2021 estrearia seu novo single nesta nova etapa: "Los Cuerpos", canção criada em conjunto com o grupo Fuel Fandango.
Alba se apresentou ao vivo no Desigual Shopping Festival da grife Desigual, no dia 20 de março de 2021, festival realizado pela grife de moda onde a artista espanhola apresentou as canções de "Pido Tregua" e "Los Cuerpos". No dia 23 de março, a artista anunciou nas redes sociais que o videoclipe da música "La Culpa" seria lançado no dia 26 de março, que acompanharia a estreia da la pequeña semilla, naquele mesmo dia. Este segundo álbum da artista espanhola estreou como número 1 nas listas oficiais de álbuns físicos na Espanha e como número 2 nas vendas (físicas e digitais) e nas paradas de streaming na Espanha.
Em 31 de Agosto de 2021, Alba estreia uma nova sessão no programa Cuerpos Especiales na rádio Europafm comandado por Eva Soriano e IggyRubín, onde cada terça-feira, batizado carinhosamente como Rechemartes, traz novas músicas de variados gêneros musicais ou temáticas.

## Discografia

### Singles
- 2019: Medusa
- 2019: Caronte
- 2020: Quimera
- 2020: Que bailen (feat. Cami)
- 2021: Pido Tregua
- 2021: Los Cuerpos (com Fuel Fandango)
- 2021: La culpa

### Álbuns
- Sus Canciones (Operación Triunfo 2018)
- Quimera (2019)
- Sobre Quimera - Acústico (2020)
- la pequeña semilla (2021)

## Filmografia

### Televisão
| Ano       | Título            | Papel     | Notas                                                                                        |
| --------- | ----------------- | --------- | -------------------------------------------------------------------------------------------- |
| 2018–2020 | Operación Triunfo | Ela mesma | 10ª temporada: 15 episódios, participante (2018) 11ª temporada: 1 episódio, convidada (2020) |
| 2019      | Paquita Salas     | Ela mesma | Episódio: B-fashion                                                                          |

## Influências musicais
Entre seus artistas favoritos estão: Anne-Marie, Jorja Smith, Silvio Rodriguez e Beyoncé.